# Апокаліпсис (Marvel Comics)
Апокаліпсис, Ен Сабах Нур (Ранкове світло або Перший) — вигаданий персонаж, могутній супермутант з коміксів американського видавництва Marvel Comics, один з головних супротивників Людей Ікс. Апокаліпсис був створений Джексоном Гайса і Луїзою Симонсон, його перша поява відбулася в коміксі X-Factor # 6 (червень 1986).
Апокаліпсис — один з наймогутніших мутантів у Всесвіті Марвел, володіє багатьма надприродними здібностями, включаючи величезну силу, невразливість і здатність змінювати свою масу і форму. Сам він стверджує, що перевершує мутантів настільки, наскільки мутанти перевершують звичайних людей. Апокаліпсиса супроводжують четверо слуг, Вершники Апокаліпсиса, що є відсиланням до Чотирьох вершників Апокаліпсиса з останньої книги Нового Заповіту.
Апокаліпсис — другий за віком з відомих мутантів після Селени, він народився в середині XXX століття до н. е. в Єгипті. Після здобуття надприродних сил він став «божеством смерті» в міфології декількох стародавніх народів. Однак найбільша активність у нього була на рубежі 20-го і 21-го століть, коли кількість мутантів значно зросла. Апокаліпсис прагне провести свій екстремальний євгенічний експеримент: лише найсильніші мають право на виживання — і він збирається визначити, хто є найкращим.